# جيمس وايت (سياسي أمريكي، مواليد 1964)
جيمس وايت (بالإنجليزية: James White)‏ هو مربي ماشية وسياسي أمريكي، ولد في 16 يوليو 1964 في هيوستن في الولايات المتحدة. نشط حزبياً في الحزب الجمهوري. وقد انتخب عضو مجلس نواب تكساس (2013 – ) وانتخب عضو مجلس نواب تكساس (2011 – 2013).